# Ізабелін-Ц
Ізабелін-Ц (пол. Izabelin C) — село в Польщі, у гміні Ізабелін Варшавського-Західного повіту Мазовецького воєводства.
Населення — 2685 осіб (2011).

## Демографія
Демографічна структура станом на 31 березня 2011 року:
|          | Загалом | Допрацездатний вік | Працездатний вік | Постпрацездатний вік |
| -------- | ------- | ------------------ | ---------------- | -------------------- |
| Чоловіки | 1330    | 306                | 880              | 144                  |
| Жінки    | 1355    | 272                | 770              | 313                  |
| Разом    | 2685    | 578                | 1650             | 457                  |